# Association des femmes siciliennes pour la lutte contre la mafia
L'association des femmes siciliennes pour la lutte contre la mafia, crée le 27 janvier 1984 est la première association de masse de lutte contre la mafia en Italie.
Elle est fondée par des femmes issues d'horizons variés : femmes politique, militantes, victimes, magistrates citoyennes ou victimes collatérales.
Elle organise des activités éducatives et soutient les femmes dans les procès contre la mafia en les aidant dans leurs démarches judiciaires.

## Histoire

### Contexte
C'est dans un contexte marqué par une recrudescence des violences mafieuses, notamment l'assassinat de figures publiques engagées contre la mafia, que des femmes siciliennes ont choisi de se regrouper pour résister et s'opposer à l'emprise de la mafia sur la société et à l'inaction des autorités face à ces crimes.
À la fin des années 1970 et au début des années 1980, Giovanna Terranova (veuve du juge Cesare Terranova assassiné en 1979,, Caterina Mancuso et Rita Costa ont lancé une pétition populaire pour demander à l'État et aux forces politiques de s'impliquer activement dans la lutte contre la mafia et d'éclaircir les crimes qui lui étaient liés. La pétition était adressée au Président de la République, au Président du Conseil et aux gouvernements régionaux de Sicile et de Calabre. Cette mobilisation a permis de recueillir 30 000 signatures dans les deux provinces,.

### Création
Le premier comité de femmes contre la mafia, dirigé par Giovanna Terranova, comprenait Caterina Mancuso et Rita Costa, elles aussi veuves de servitori dello stato (serviteurs de l'État) tués par la mafia à la même période. Leur solidarité, renforcée par des parcours et des statuts sociaux et éducatifs similaires, ainsi qu'une appartenance à la même génération, a conduit à la création officielle de l'Association des femmes siciliennes contre la mafia le 27 janvier 1984.
Le conseil de direction se composait principalement de femmes intellectuelles issues de la bourgeoisie, telles que des veuves de juges, des avocates et des syndicalistes. Bien qu'elles souhaitent inclure des femmes de différents milieux sociaux, des obstacles financiers, comme le coût de l'essence pour se rendre aux réunions de l’assemblée générale, ont entravé cette initiative.

### Activités
L'association des femmes siciliennes pour la lutte contre la mafia organisait des activités dans les écoles, des débats et des manifestations. Elle soutenait aussi les femmes qui participaient à des procès contre la mafia, en les aidant à engager des démarches judiciaires qu'elles n'auraient probablement pas osé faire seules. La première à le faire fut Felicia Bartolotta, la mère de Peppino Impastato, qui a poursuivi le combat entamé par son fils.
En 1988, en recevant le prix Femme d'Europe pour son engagement en tant que présidente de l'association, Giovanna Terranova déclara qu'au départ, on a tendance à se replier sur soi dans la douleur, mais elle a ressenti que « […] le danger menaçait une société entière. C'est cette prise de conscience qui l'a poussée à témoigner, comprenant que son histoire concernait tous les citoyens ».

### Conséquences
La création de l'association a eu des conséquences importantes pour les femmes engagées, qui ont dû faire face à des sanctions économiques (perte d'emploi ou de commerces), et des sanctions sociales, (ruptures avec leurs amis et leur famille) entraînant leur exclusion de la vie sociale à Palerme. Elles ont pris de grands risques en dénonçant et en collaborant avec les forces de l'ordre, surtout dans un contexte où l'État peinait à assurer la sécurité de ses citoyennes et citoyens.
Malgré les sacrifices liés à leur engagement, les femmes de l'association en ont retiré de nombreux bénéfices. Elles ont pu protester publiquement et s'affirmer, alors que les femmes siciliennes n'avaient pas de statut dans la mafia et n'étaient pas visibles dans l'espace public habituellement. Leur participation renforce l'image positive qu'elles ont d'elles mêmes, tout en leur permettant de faire le deuil de leurs proches et de leur ancien statut de victimes. Ce processus favorise l'émergence d'un sentiment d'appartenance collective face à Cosa Nostra. Au sein de l'association, elles trouvent soutien psychologique et moral, créant des liens de solidarité au service d'une cause publique.
Les juges Giovanni Falcone, Francesca Morvillo[réf. nécessaire] et Paolo Borsellino organisent en 1986 à Palerme le Maxi-Procès et font inculper 465 membres de la mafia. Les témoignages de repentis et les preuves bancaires aboutissent à des condamnations de 360 accusés. En représailles, les deux juges, qui sont critiqués, diffamés et mal protégés par la classe politique, sont assassinés par Cosa nostra.
Ces évènements déclenchent une vague de protestions de femmes, comme les Femmes du jeûne, qui entament une grève de la faim pour exiger la destitution des responsables politiques, et celle des Femmes aux draps, qui affichent des slogans anti-mafia à leurs fenêtres. L'enquête sur les assassinats des juges Falcone et Borsalino révèle la responsabilité des politiques et des institutions dans le manque de protection octroyée aux deux juges.
En 1994, Rita Borsellino, sœur du magistrat Paolo Borsellino, assassiné en 1992, fonde Libera, une organisation qui rassemble rapidement 730 associations à travers l'Italie pour défendre la dignité et les droits humains. Plus tard cette même année, le mouvement des femmes siciliennes inspire les femmes corses du Manifeste pour la vie, qui dénoncent également la situation de non-droit sur leur île. En 1996, après une pétition ayant recueilli un million de signatures, Libera obtient l'adoption d'une loi permettant l'utilisation sociale des biens confisqués à la mafia.